# أليكس سانت
أليكس سانت (بالإسبانية: Alex Saint)‏ هي ممثلة وعارضة أزياء وفنانة مكياج ومصورة إسبانية، ولدت يوم 28 أغسطس 1990 في أوريولة في إسبانيا.

## روابط خارجية
- أليكس سانت على موقع IMDb (الإنجليزية)

لم يتم العثور على روابط لمواقع التواصل الاجتماعي.